# 2018 w polityce

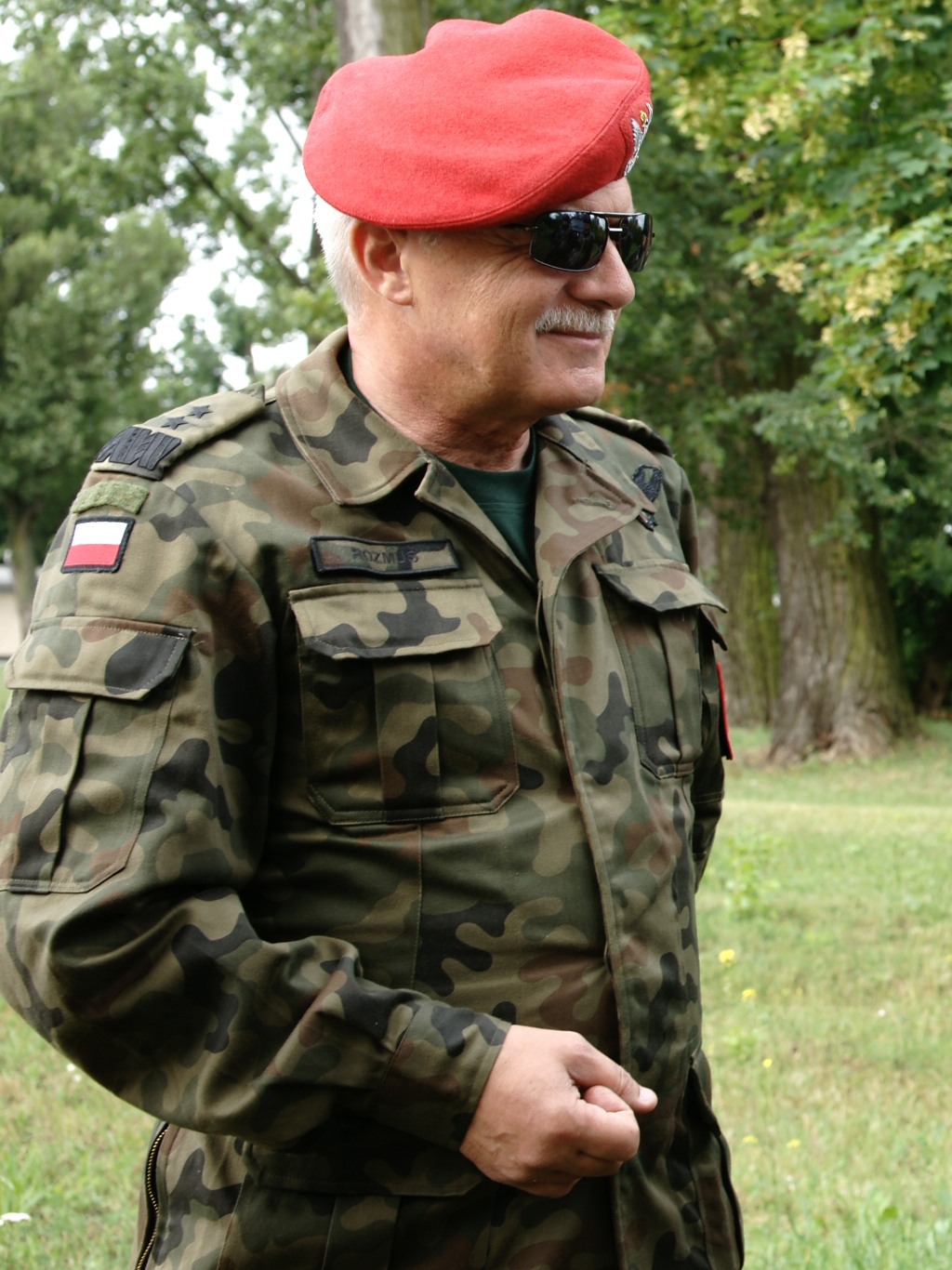
Mirosław Rozmus

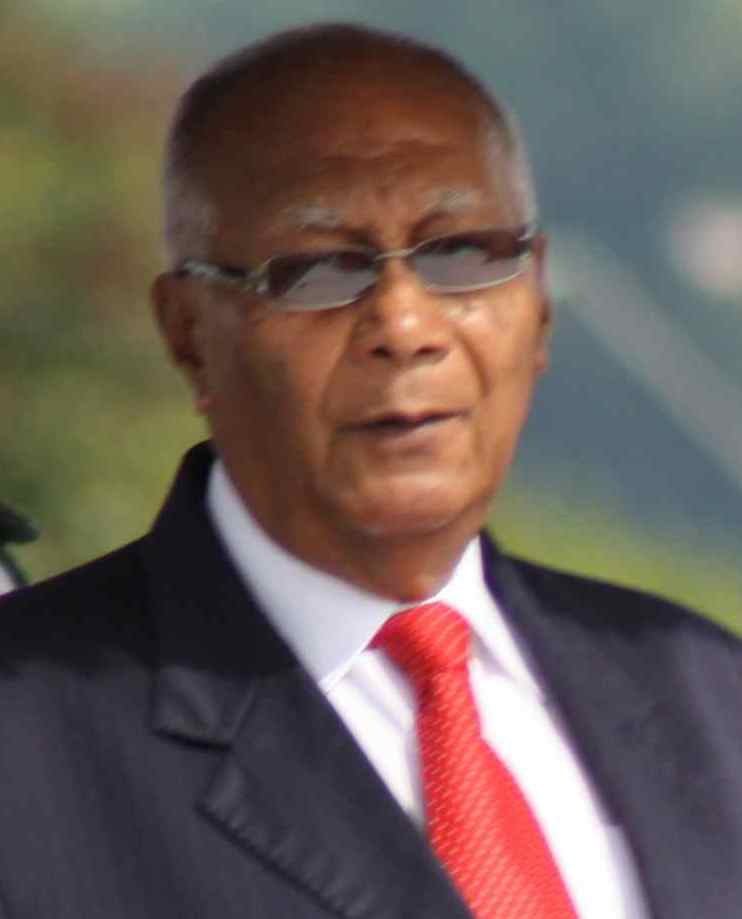
George Maxwell Richards (2010)

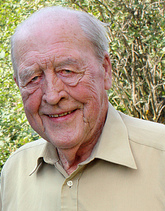
Odvar Nordli (2011)

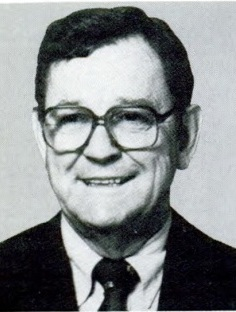
Tom Luken (1989)

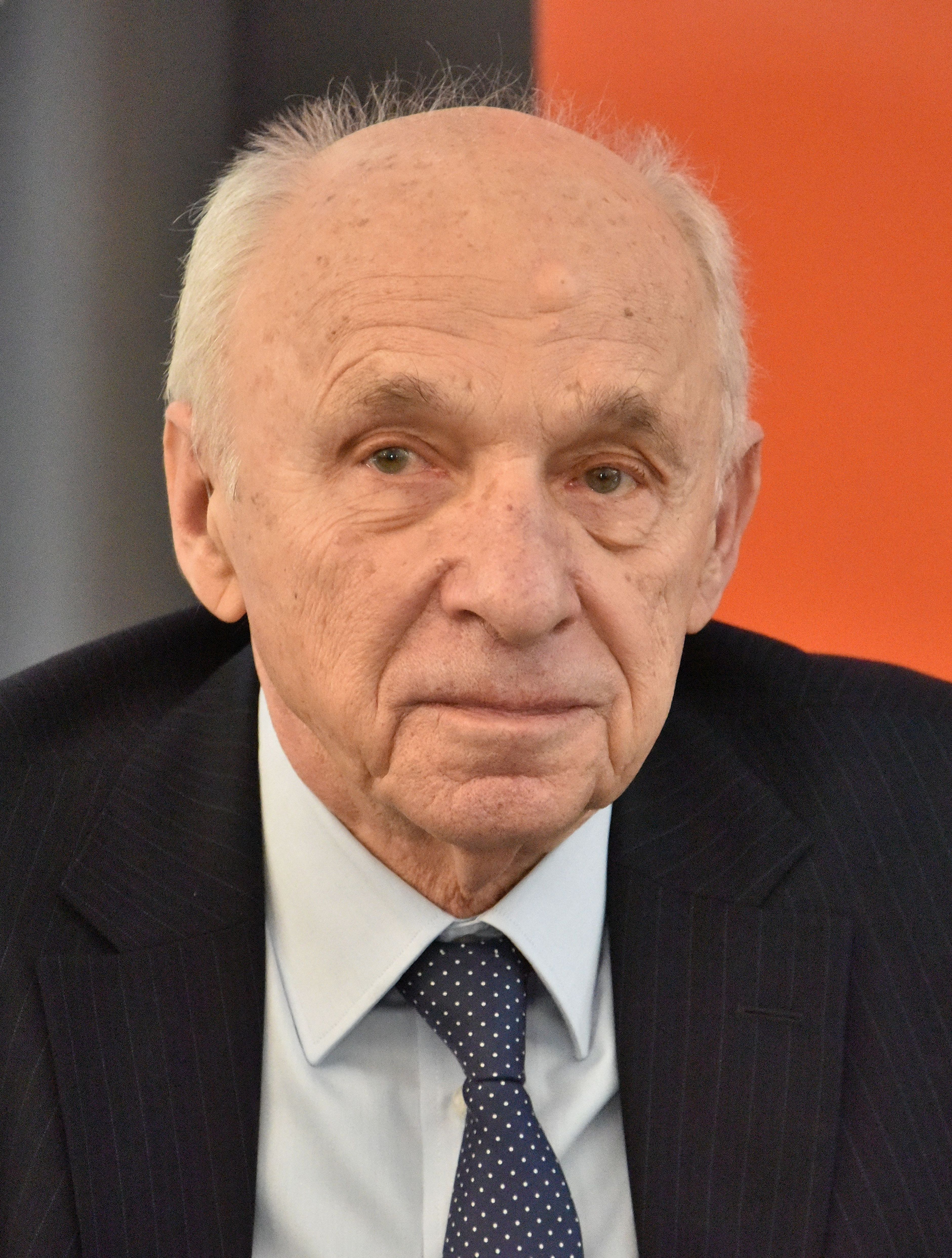
Jerzy Ciemniewski (2017)

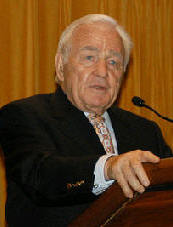
Stansfield Turner (1997)

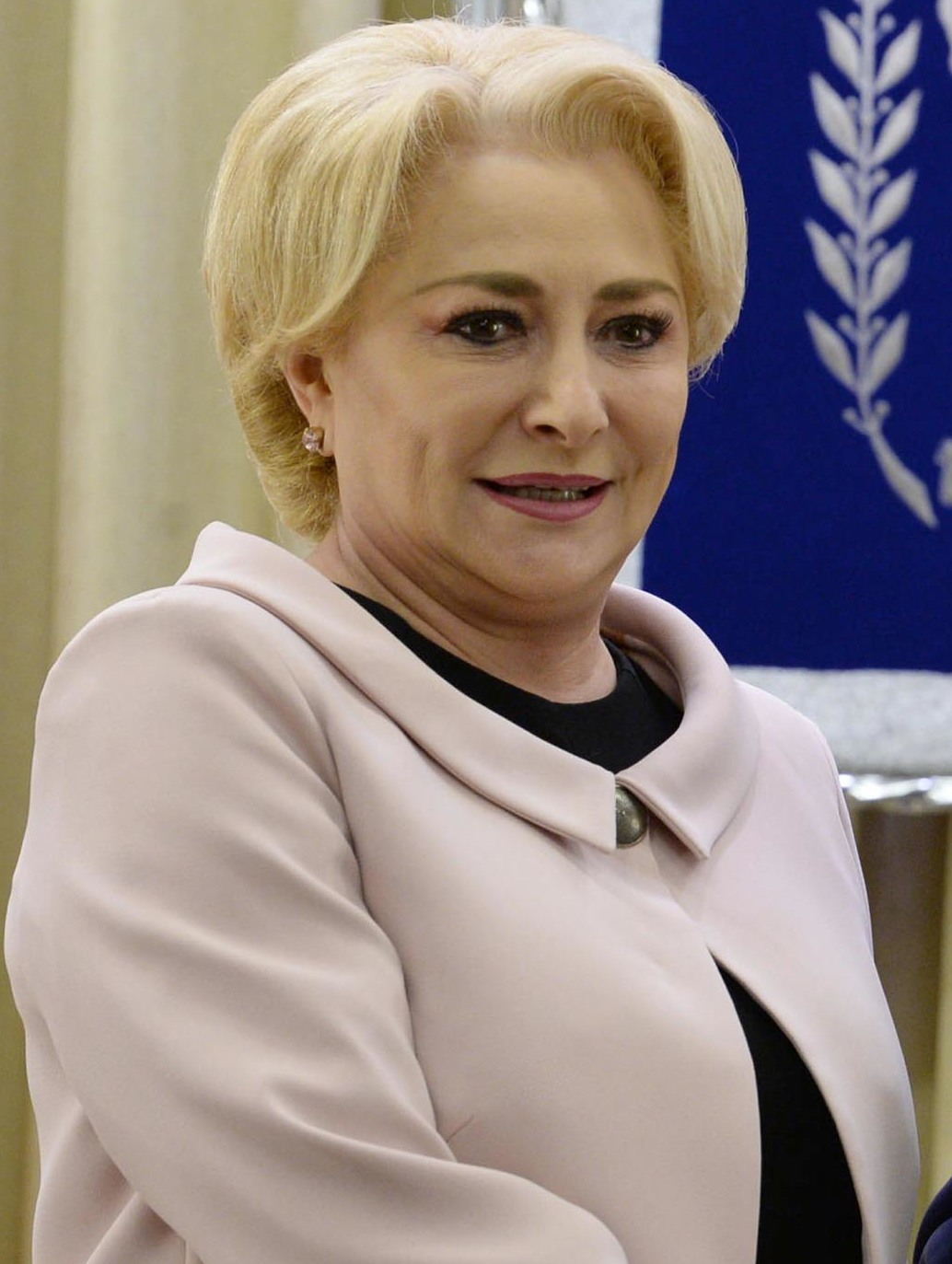
Viorica Dăncilă

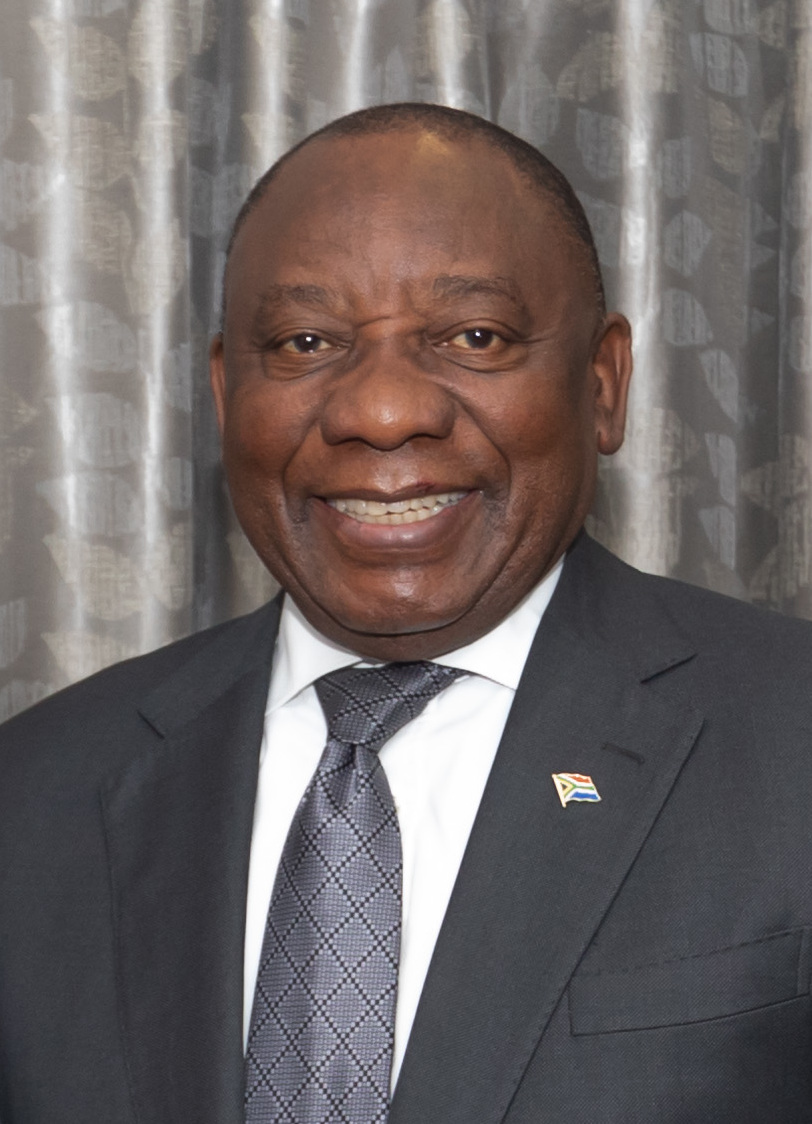
Cyril Ramaphosa

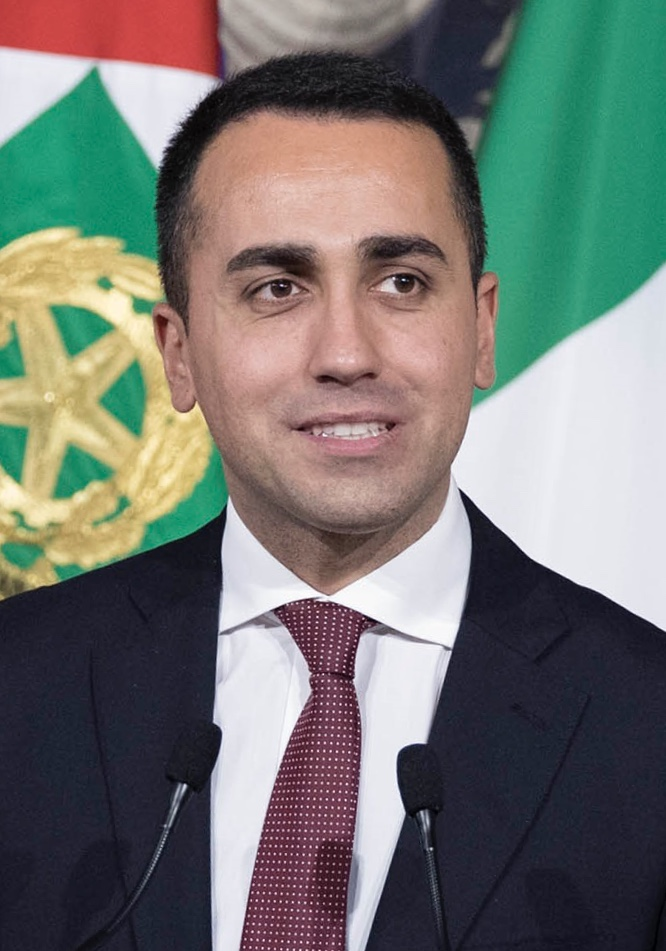
Luigi Di Maio

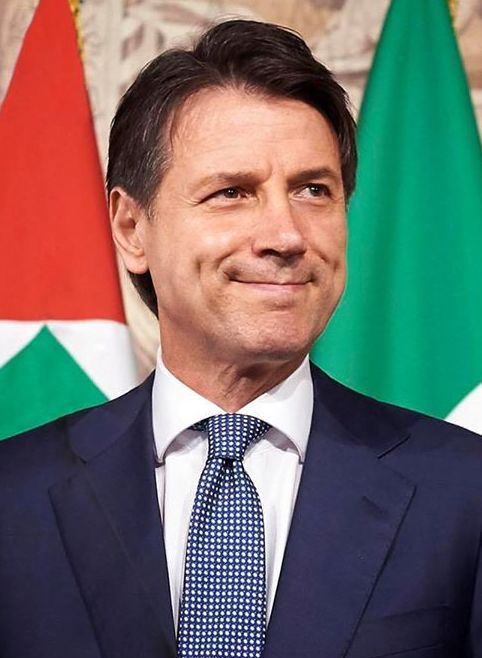
Giuseppe Conte

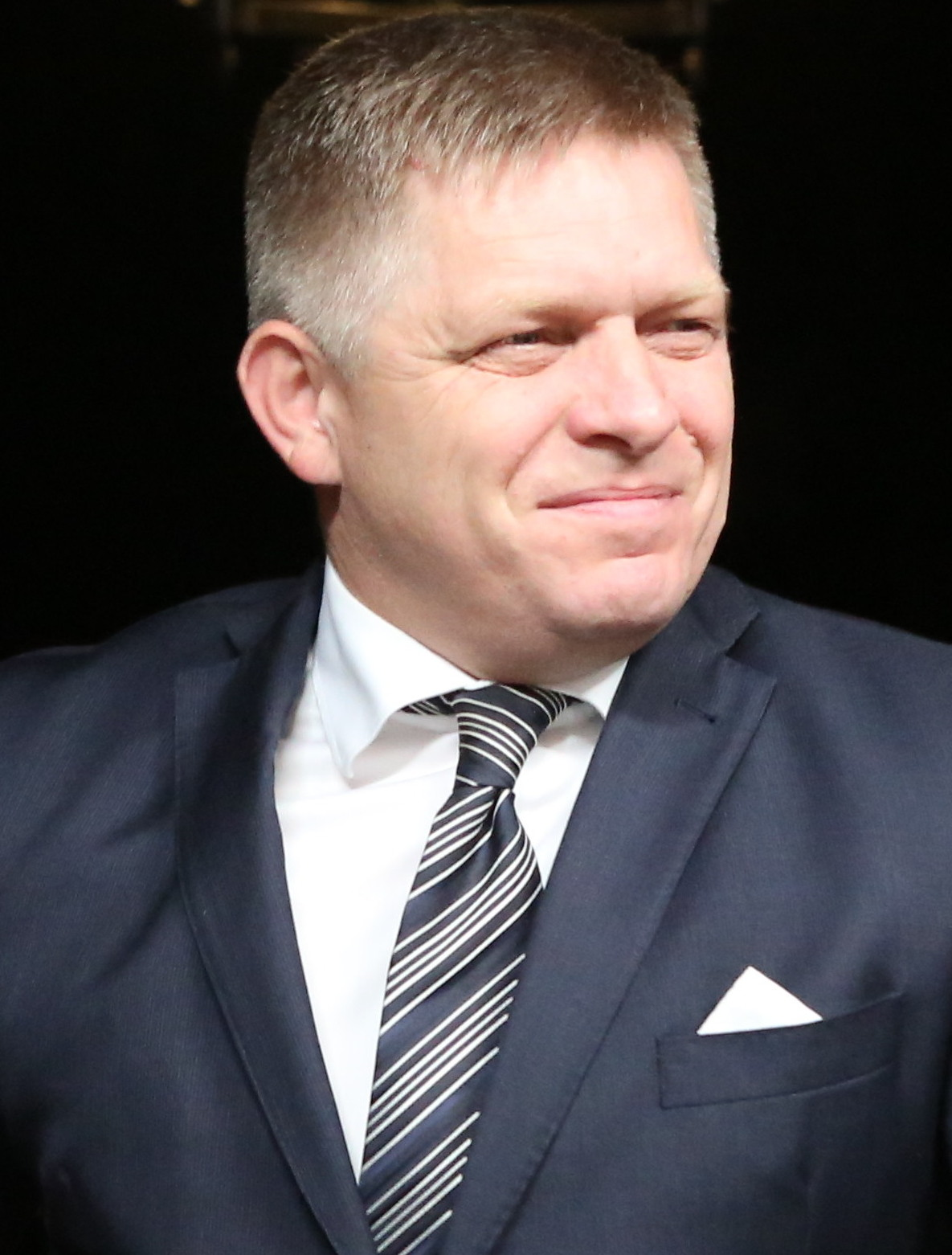
Robert Fico (2017)

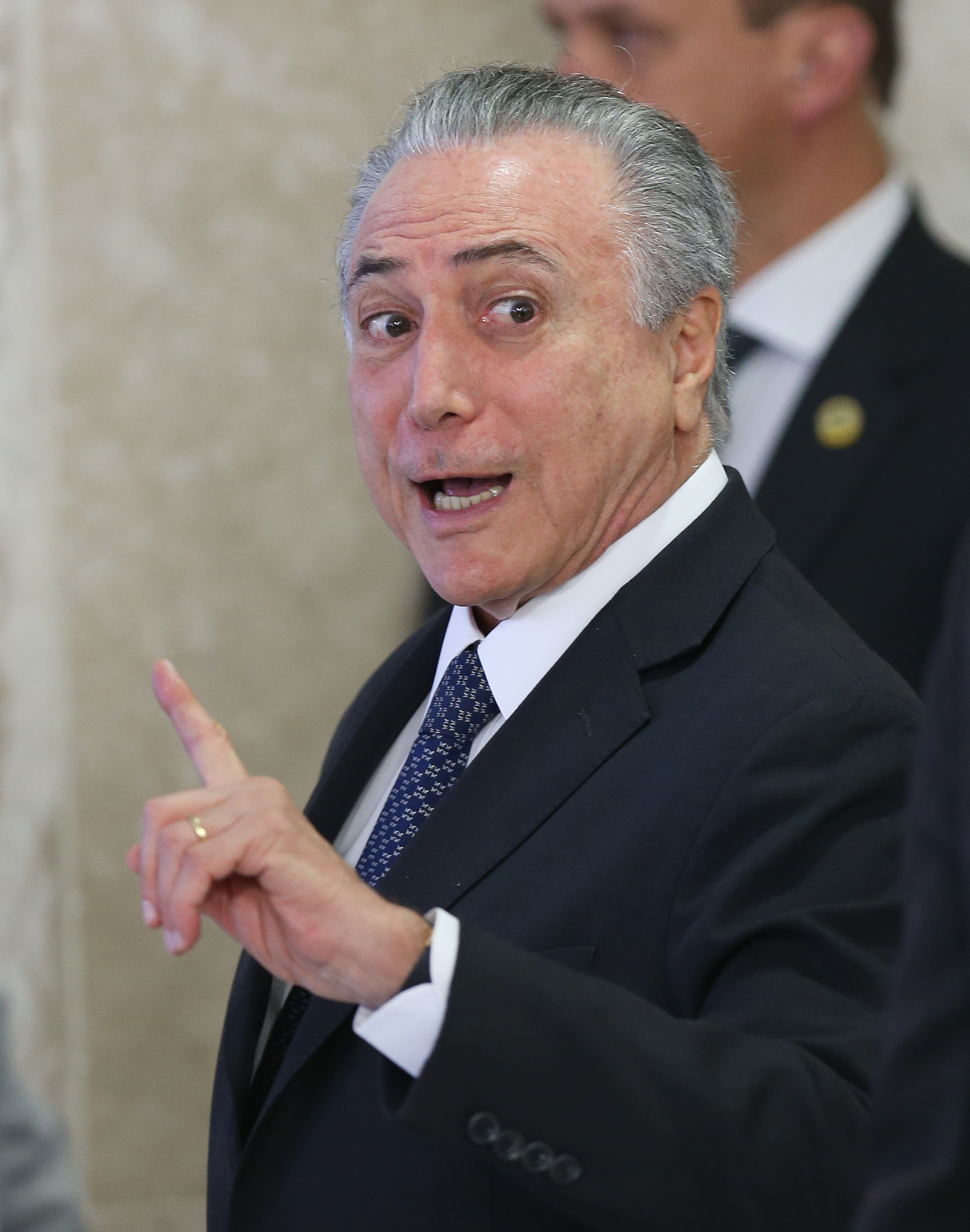
Serż Sarkisjan (2016)

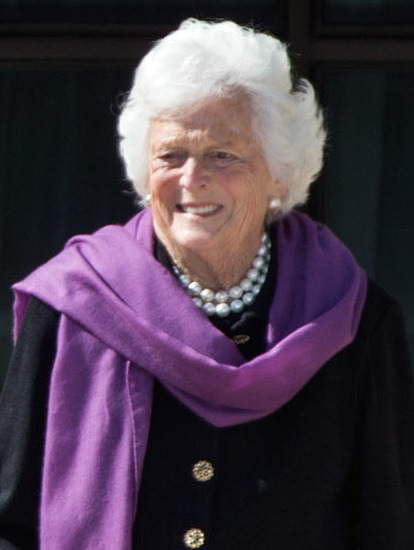
Barbara Bush (2013)

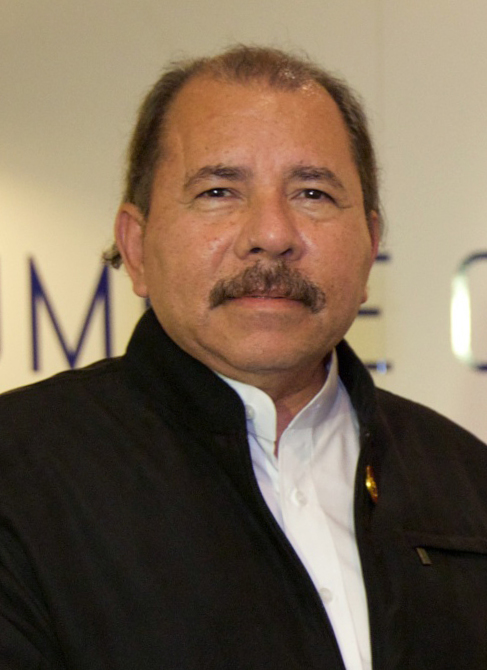
Daniel Ortega (2014)

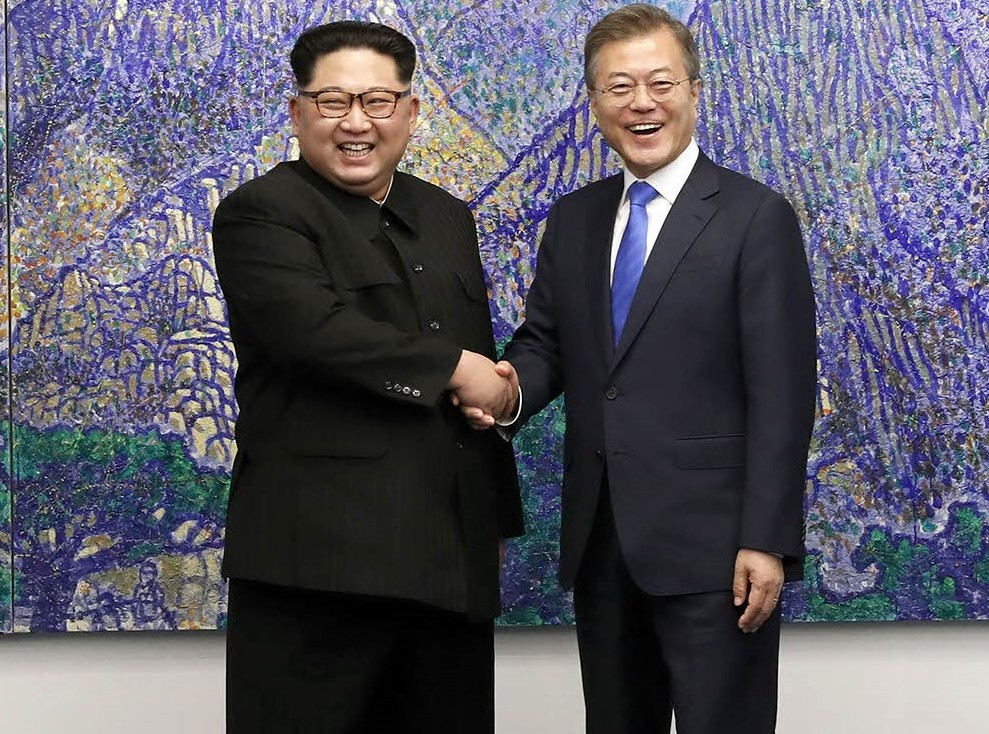
Kim Dzong Un i Mun Jae-in

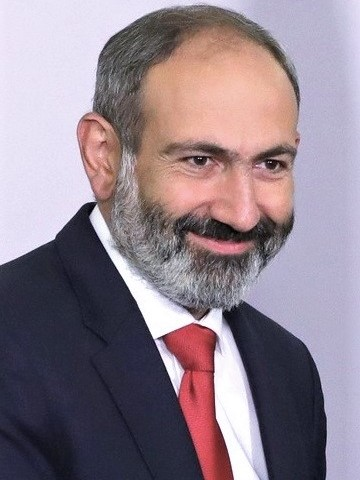
Nikol Paszinian

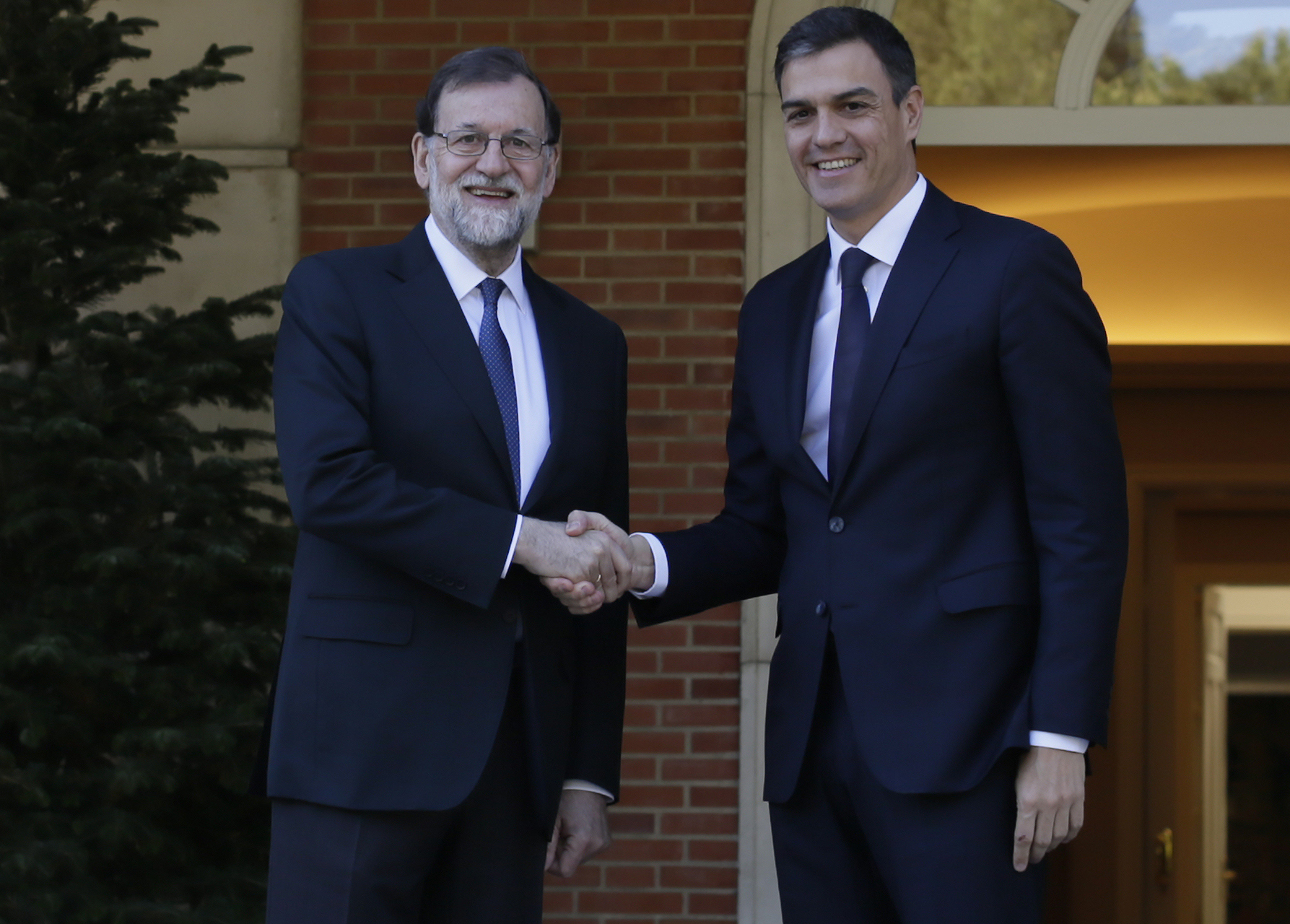
Mariano Rajoy i Pedro Sánchez

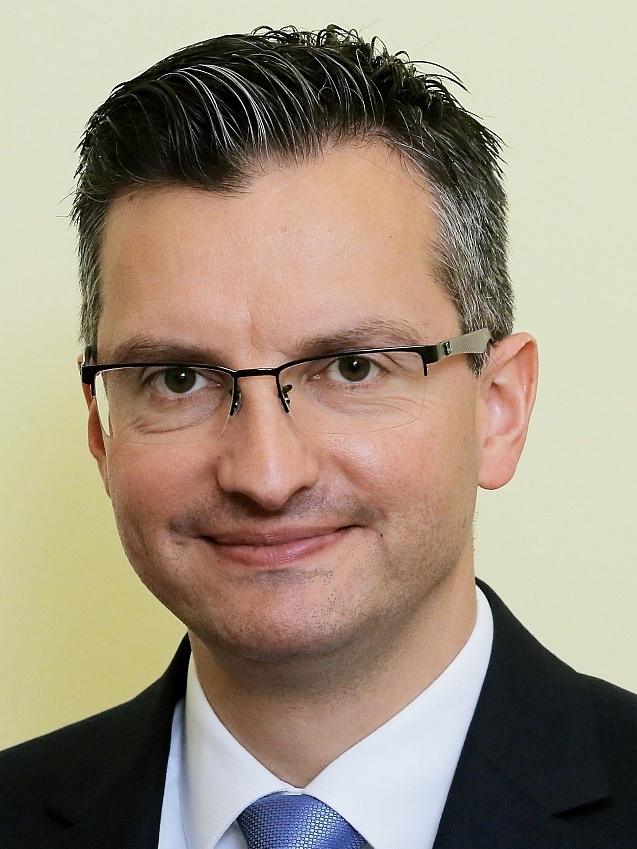
Marjan Šarec

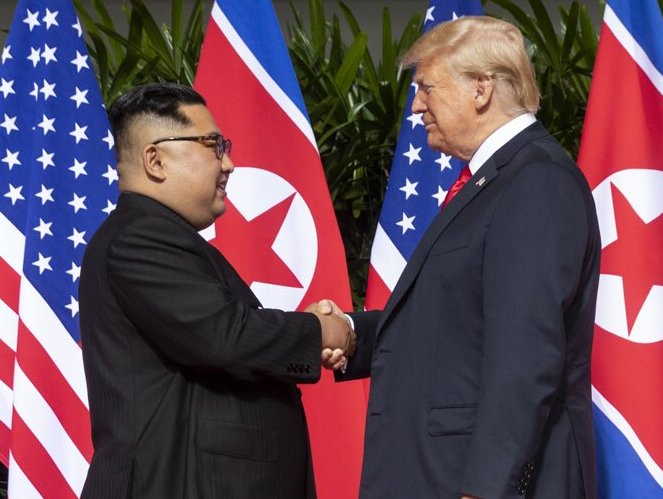
Kim Dzong Un i Donald Trump

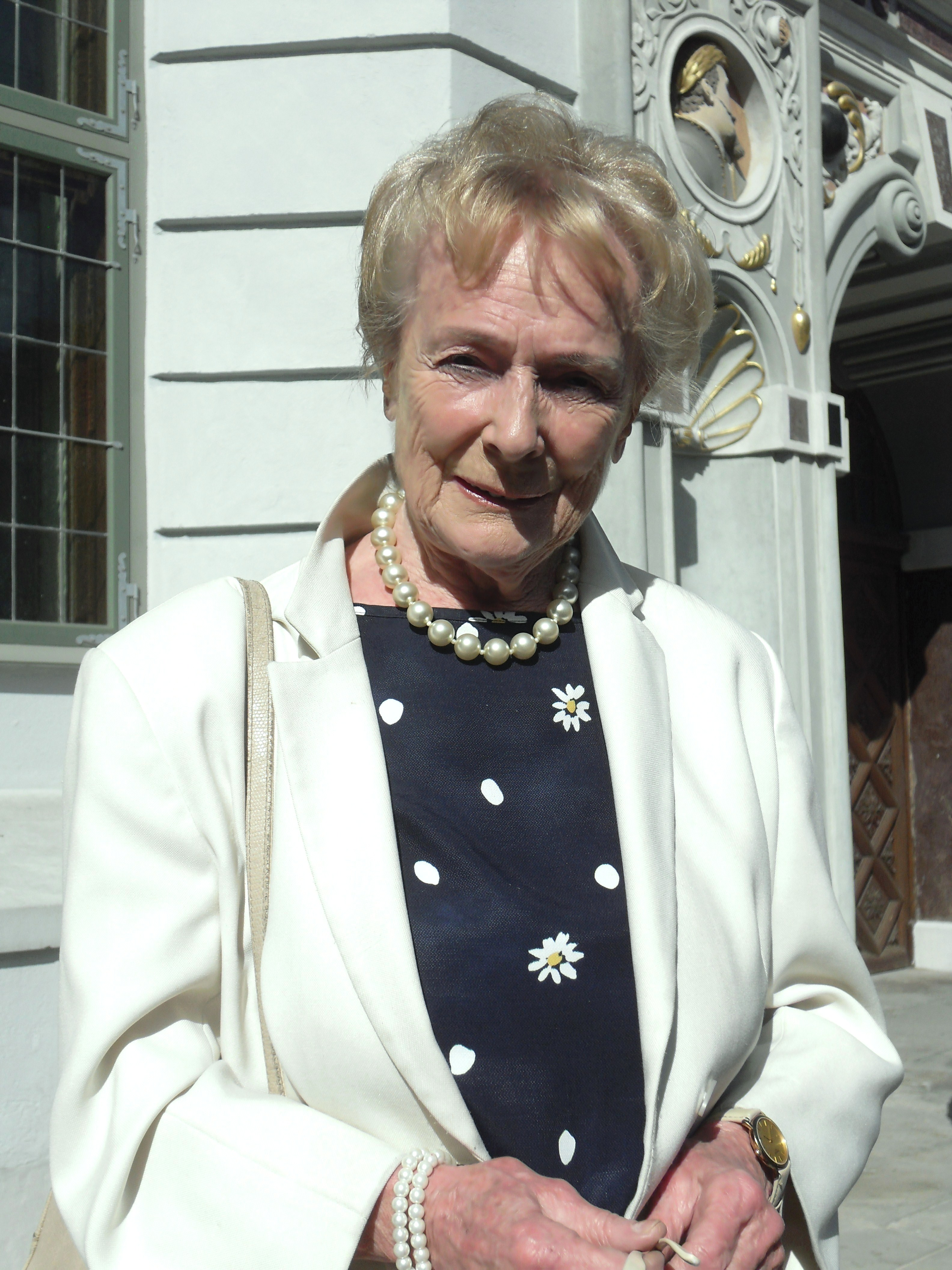
Olga Krzyżanowska (2015)

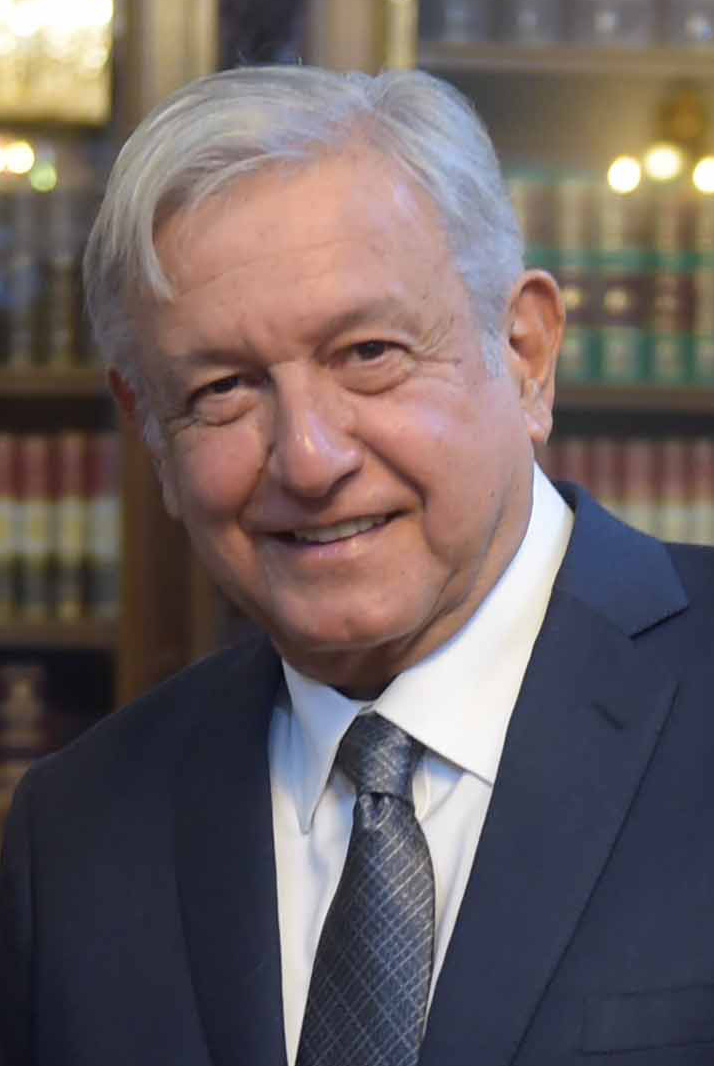
Andrés Manuel López Obrador

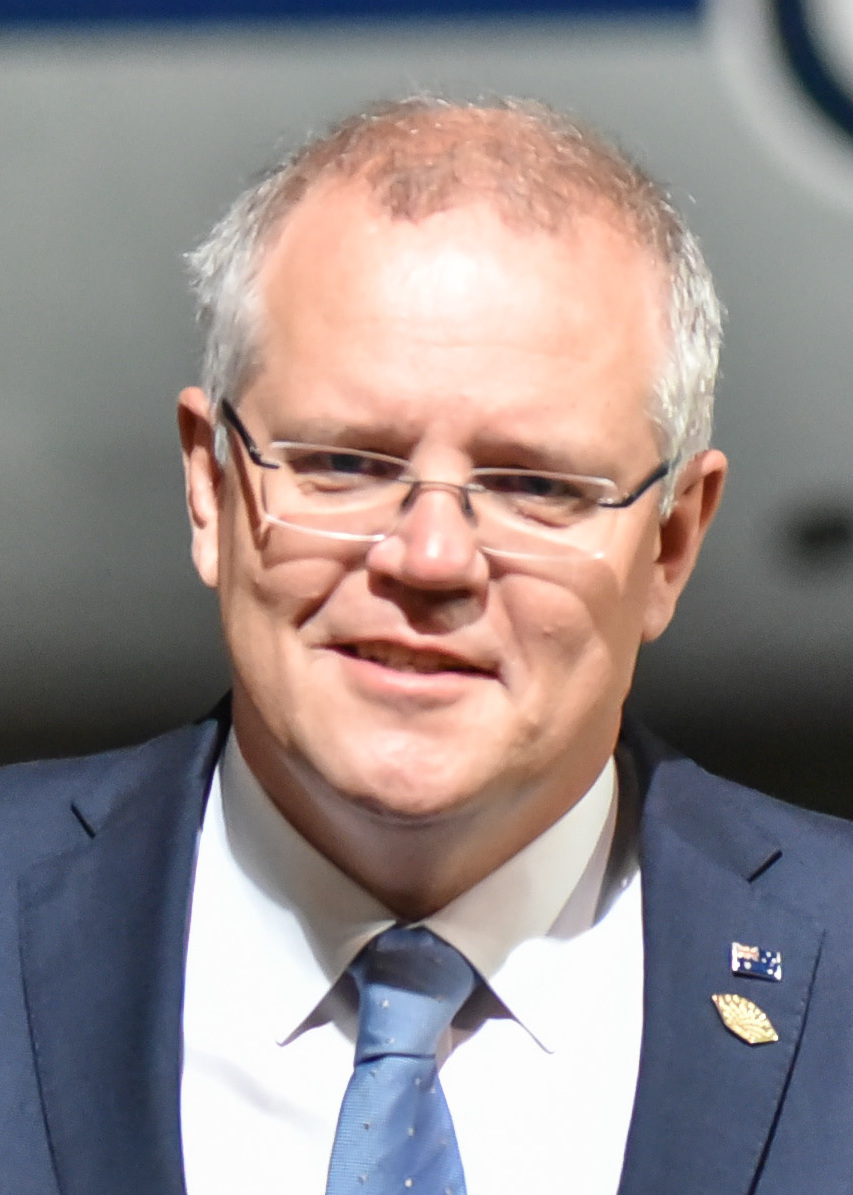
Scott Morrison

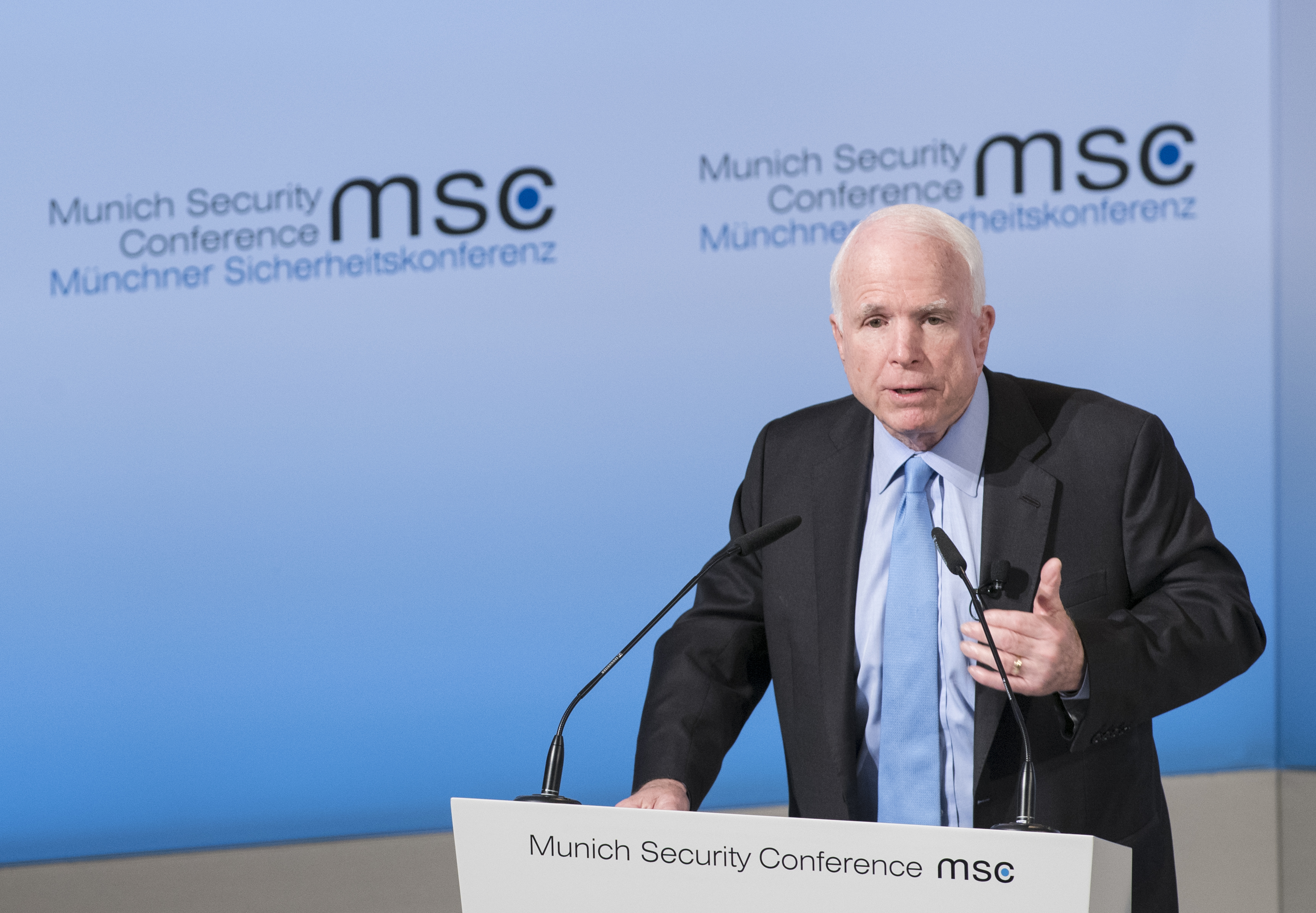
John McCain (2017)

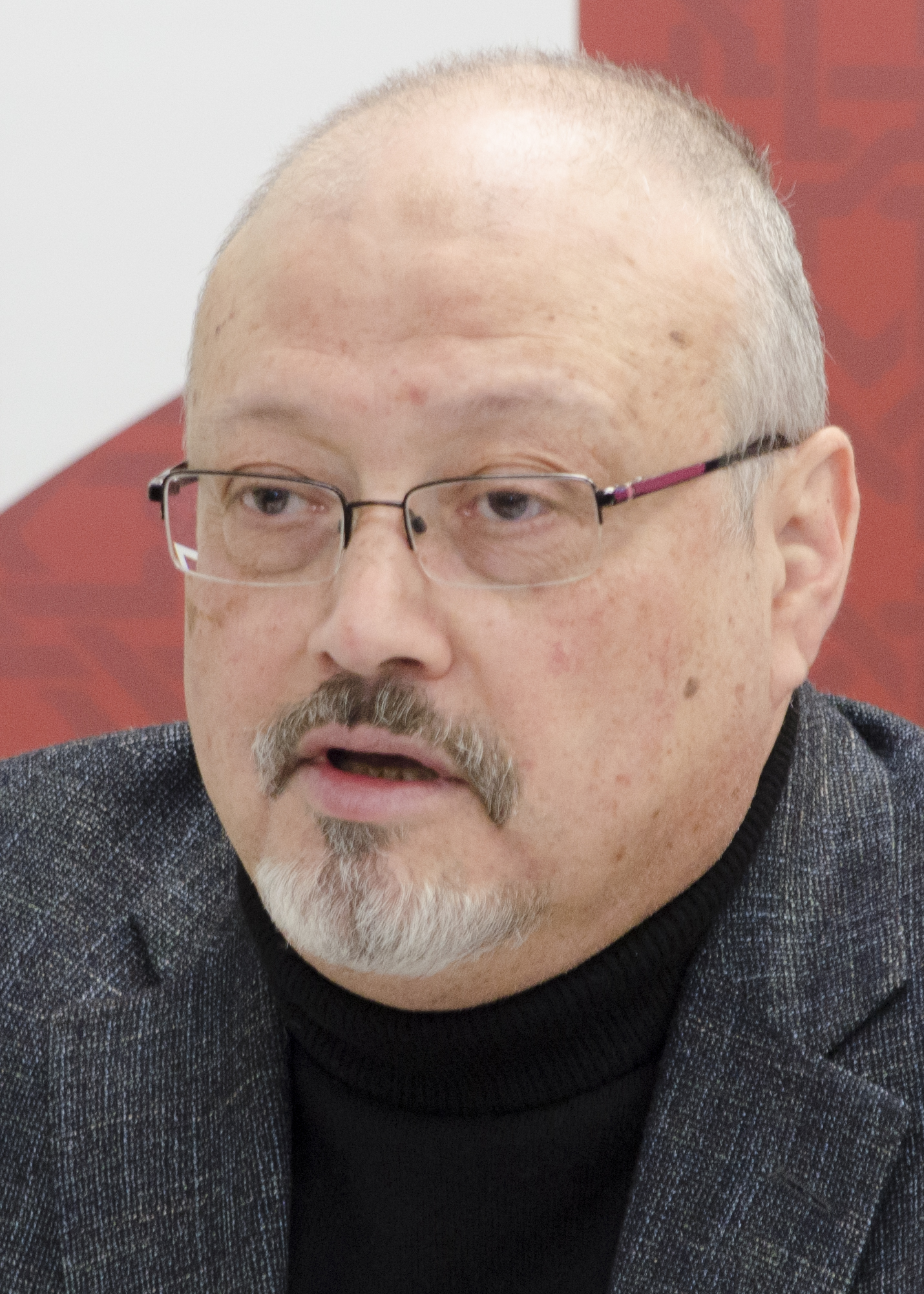
Dżamal Chaszukdżi

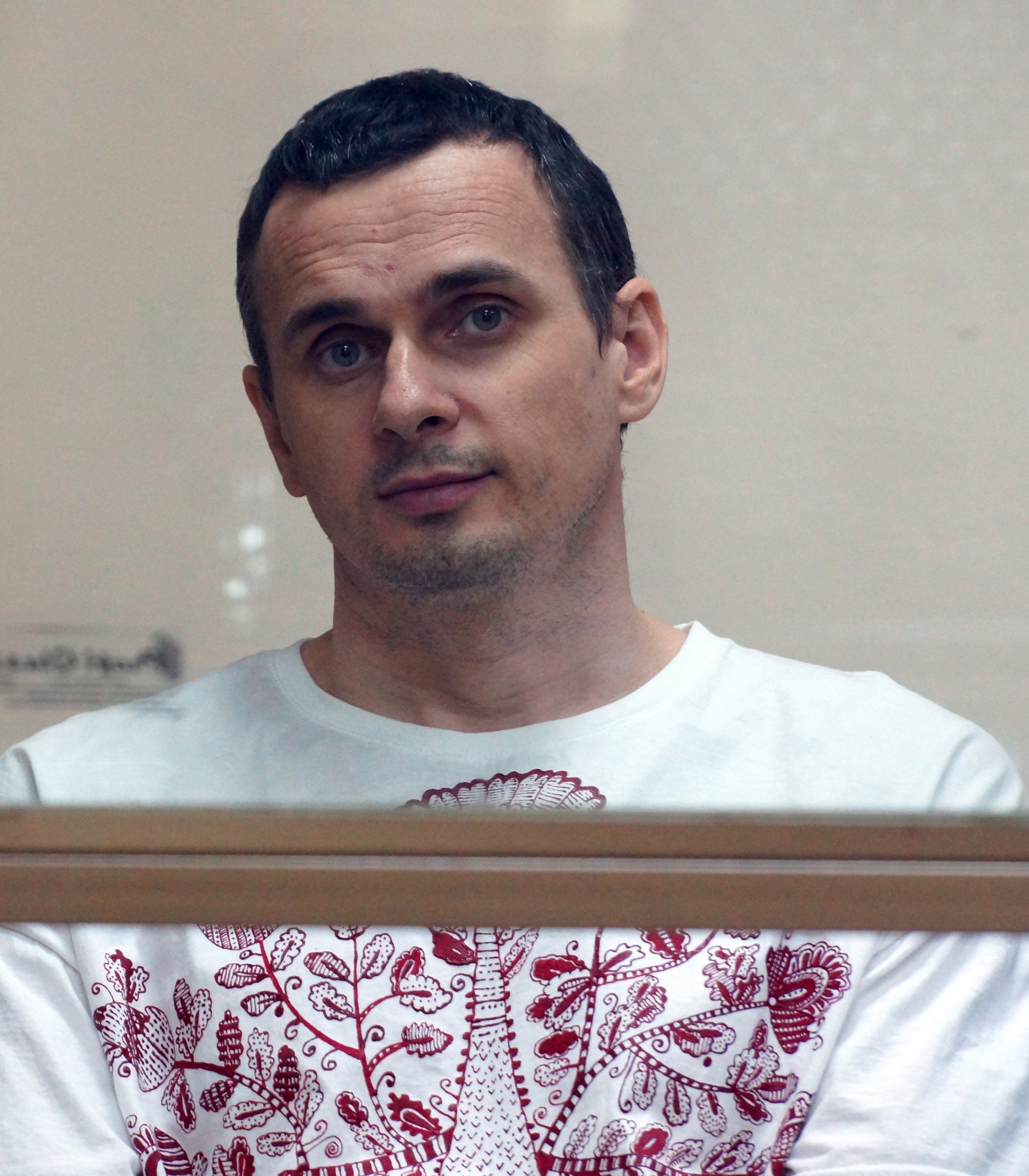
Ołeh Sencow (2015)

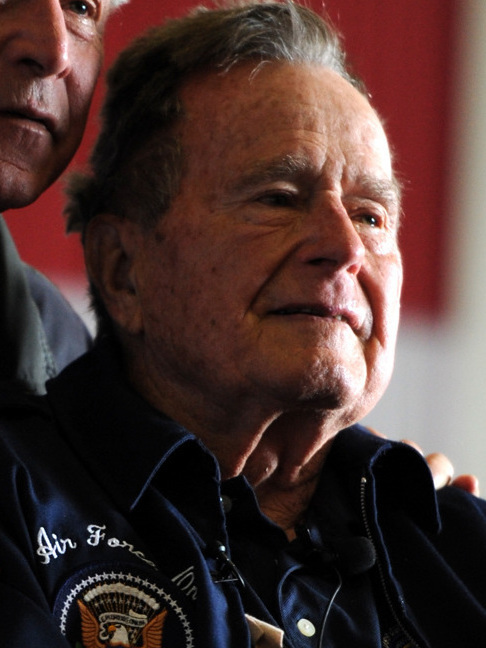
George H.W. Bush (2012)

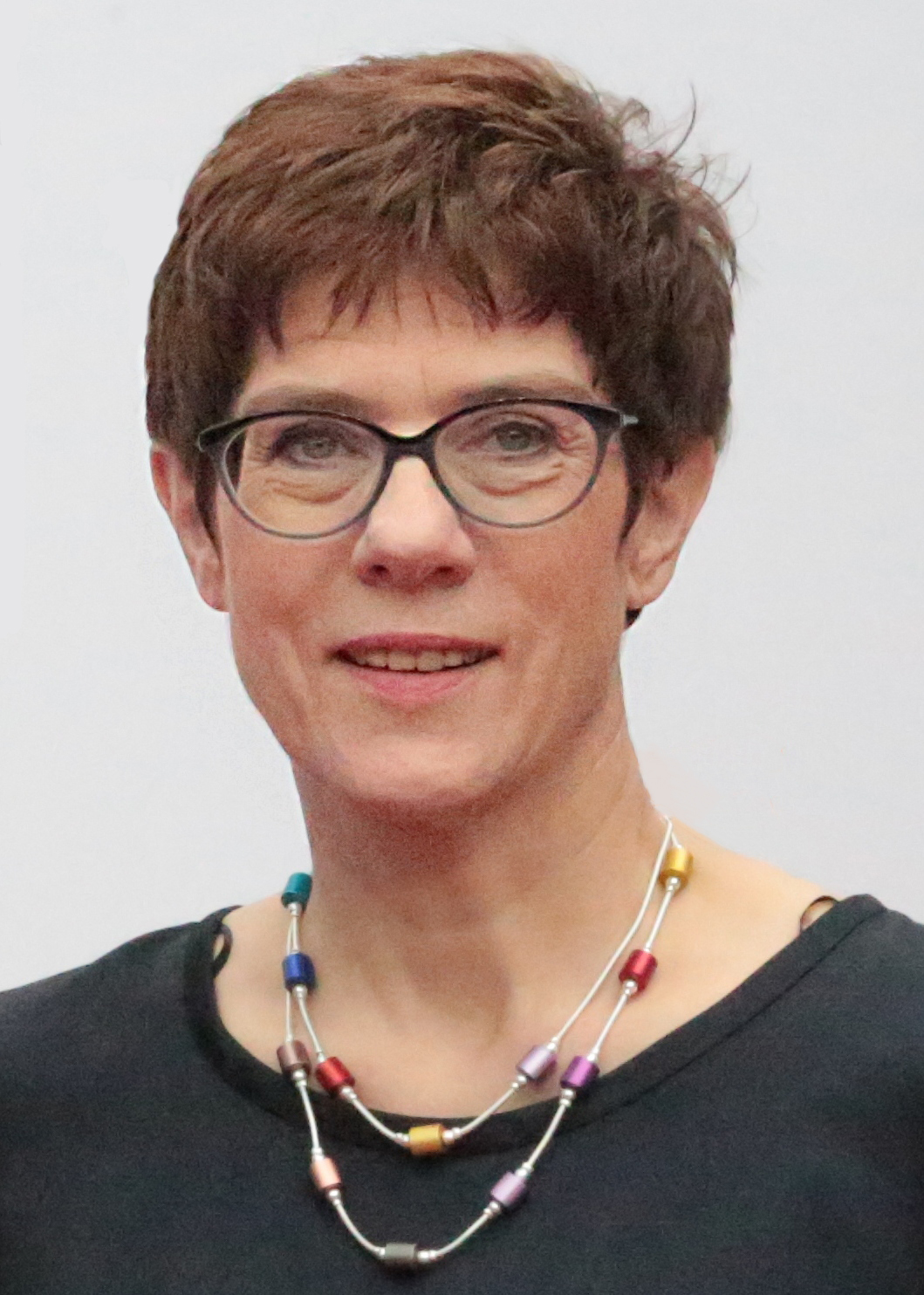
Annegret Kramp-Karrenbauer

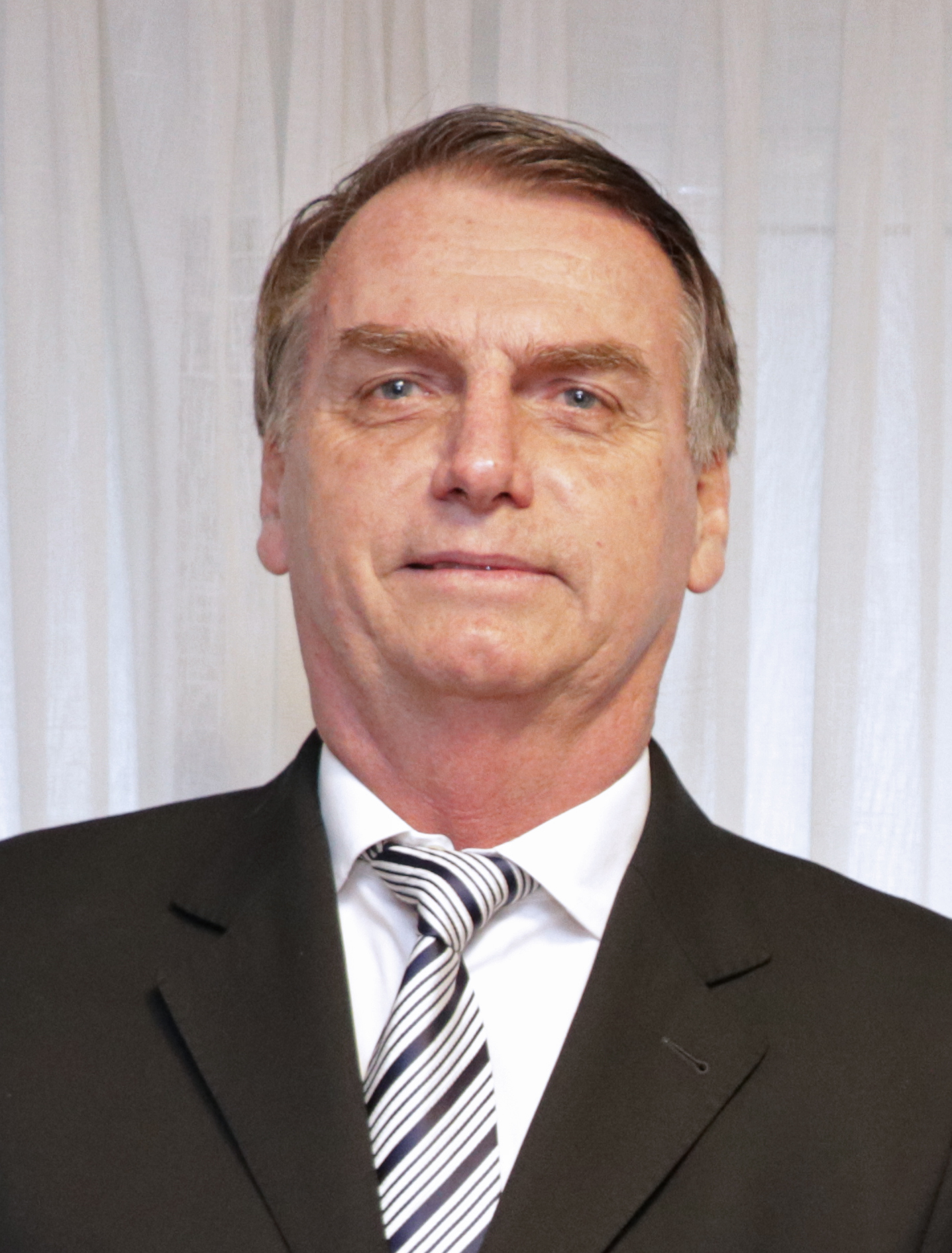
Jair Bolsonaro

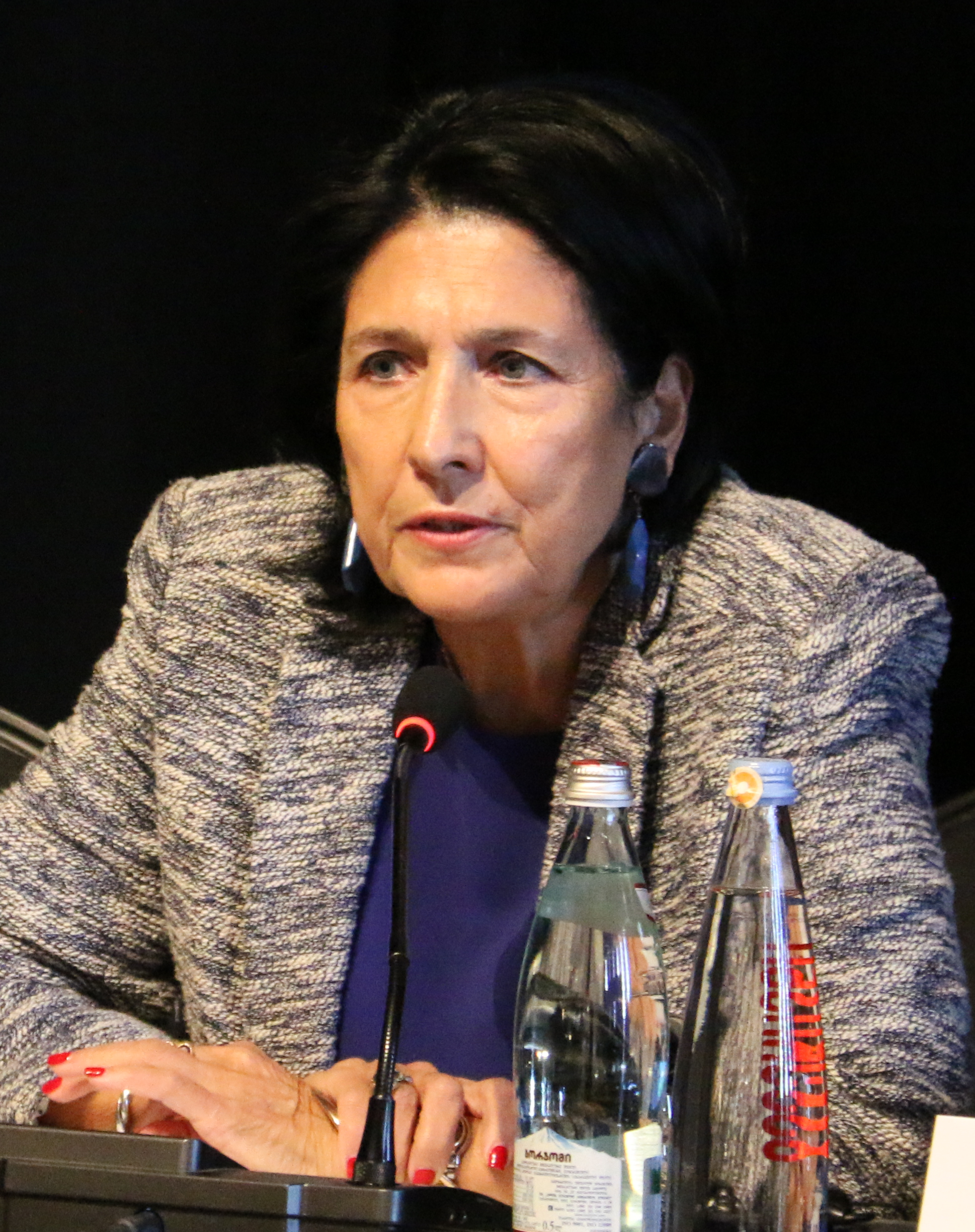
Salome Zurabiszwili

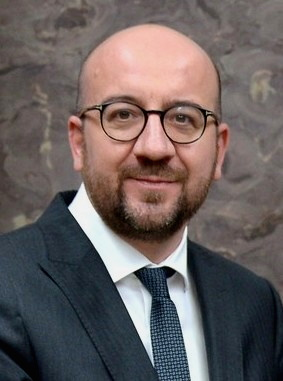
Charles Michel

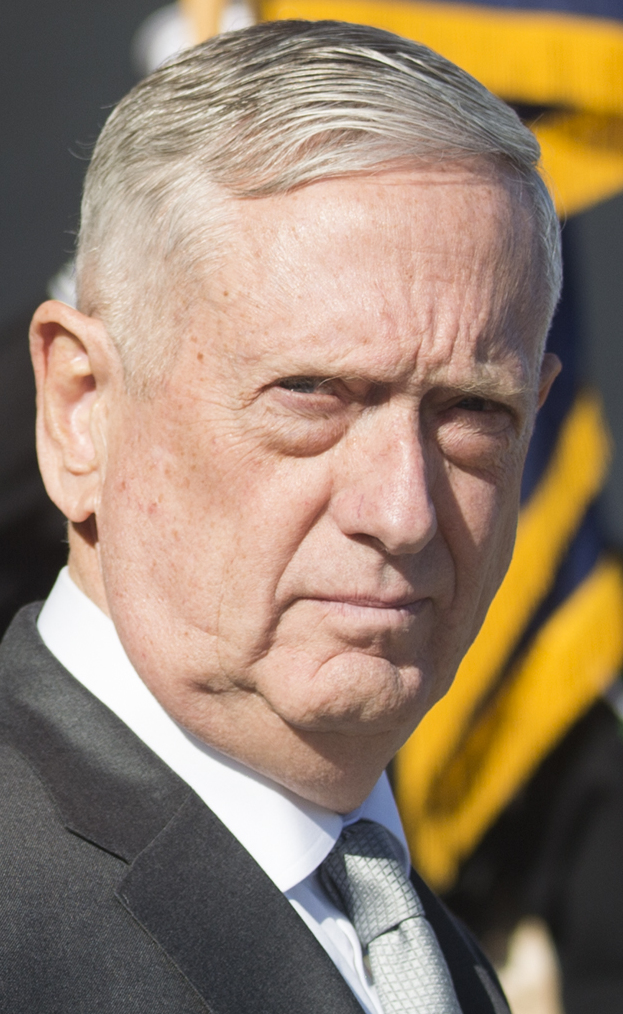
James Mattis

Wydarzenia polityczne w 2018 roku.

## Styczeń
- 4 stycznia/5 stycznia – zmarł generał dywizji Mirosław Rozmus[1].
- 8 stycznia – zmarł George Maxwell Richards, prezydent Trynidadu i Tobago[2].
- 9 stycznia:
  - nastąpiła rekonstrukcja rządu premiera Mateusza Morawieckiego[3]. Urzędowanie zakończyli między innymi Konstanty Radziwiłł, Antoni Macierewicz i Witold Waszczykowski. Dotychczasowy minister spraw wewnętrznych Mariusz Błaszczak objął tekę obrony narodowej, a na stanowisku szefa MSWiA zastąpił go wicemarszałek Joachim Brudziński[4];
  - zmarł Odvar Nordli, premier Norwegii[5].
- 10 stycznia – w wieku 92 lat zmarł Tom Luken, polityk amerykański[6].
- 11 stycznia – zmarł Jerzy Ciemniewski, profesor prawa, parlamentarzysta i sędzia Trybunału Konstytucyjnego[7].
- 18 stycznia – zmarł Stansfield Turner, amerykański admirał, szef CIA za prezydentury Jimmy’ego Cartera[8].
- 27 stycznia – urzędujący prezydent Czech Miloš Zeman został wybrany na kolejną kadencję[9].
- 28 stycznia – urzędujący prezydent Finlandii Sauli Niinistö został wybrany na kolejną kadencję[10].
- 29 stycznia – Viorica Dăncilă została premierem Rumunii[11].
- 30 stycznia – prezydent Andrzej Duda podpisał ustawę o organiczeniu handlu w niedzielę[12].

## Luty
- 1 lutego – weszła w życie ustawa z dnia 8 grudnia 2017 r. o Służbie Ochrony Państwa (SOP), która zastąpiła Biuro Ochrony Rządu (BOR)[13].
- 2 lutego – w Iranie odbył się protest kobiet, które sprzeciwiały się obowiązkowemu noszeniu hidżabu. Podczas demonstracji zatrzymano 29 kobiety, które zdjęły nakrycie głowy[14].
- 4 lutego – wybory prezydenckie na Cyprze ponownie wygrał Nikos Anastasiadis[15].
- 16 lutego – Cyril Ramaphosa został prezydentem Południowej Afryki[16].
- 22/25 lutego – słowacki dziennikarz Ján Kuciak został wraz ze swą partnerką Martiną Kusznirovą zastrzelony[17].

## Marzec
- 4 marca:
  - we Włoszech odbyły się wybory parlamentarne[18], które wygrał Ruch Pięciu Gwiazd (M5S), pod przywództwem prezesa Luigiego Di Mai.
  - w Wielkiej Brytanii otruto brytyjskiego agenta Siergieja Skripala i jego córkę[19].
- 11 marca – w Polsce wszedł w życie zakaz handlu w niedzielę[20].
- 14 marca – powstał czwarty rząd Angeli Merkel[21].
- 15 marca – w wyniku masowych protestów do dymisji podał się premier Słowacji Robert Fico. Rezygnację przyjął prezydent kraju Andrej Kiska[22].
- 18 marca – wybory prezydenckie w Rosji ponownie wygrał Władimir Putin[23].
- 26 marca – ponad 100 rosyjskich dyplomatów zostało wydalonych przez ponad 20 krajów w następstwie otrucia Siergieja i Julii Skripal[24].

## Kwiecień
- 3 kwietnia – wejście w życie ustawy z dnia 8 grudnia 2017 r. o Sądzie Najwyższym[25].
- 8 kwietnia – wybory parlamentarne na Węgrzech ponownie wygrał Fidesz[26] pod przywództwem prezesa Viktora Orbána, który ponownie został premierem.
- 13 kwietnia – w Armenii wybuchły protesty przeciwko rządom Serża Sarkisjana[27].
- 17 kwietnia – zmarła Barbara Bush, pierwsza dama Stanów Zjednoczonych w latach 1989–1993, żona  prezydenta Stanów Zjednoczonych George’a H.W. Busha[28].
- 18 kwietnia – w Nikaragui wybuchły protesty przeciwko rządom prezydenta Daniela Ortegi[29].
- 19 kwietnia – po rezygnacji [Raúla Castro nowym Przewodniczącym Rady Państwa Kuby został Miguel Díaz-Canel[30].
- 23 kwietnia – premier Armenii Serż Sarkisjan podał się do dymisji[31].
- 27 kwietnia – w Domu Pokoju w Panmundżom odbył się szczyt koreański; podczas niego do Korei Południowej wkroczył Kim Dzong Un, stając się pierwszym przywódcą Korei Północnej, który przekroczył strefę zdemilitaryzowaną od czasu jej utworzenia w 1953 roku[32][33].
- 30 kwietnia – weszła w życie ustawa z dnia 6 marca 2018 r. – Prawo przedsiębiorców[34].

## Maj
- 8 maja:
  - Nikol Paszinian został wybrany na premiera Armenii[35].
  - Stany Zjednoczone zerwały porozumienie nuklearne z Iranem[36].
- 9 maja – Iran i Izrael przeprowadziły wzajemny ostrzał w pobliżu Wzgórz Golan[37].
- 12 maja – w Iraku odbyły się wybory parlamentarne[38].
- 21 maja – wybory prezydenckie w Wenezueli ponownie wygrał Nicolás Maduro[39].
- 25 maja – w Irlandii odbyło się referendum dotyczące uchylenia ósmej poprawki do Konstytucji Irlandii, przyjętej na podstawie wyników referendum z 7 września 1983, a wprowadzającej zakaz wykonywania aborcji. 66,4% głosujących opowiedziało się za liberalizacją przepisów[40].
- 27 maja – zawieszony został trwający 40 dni protest niepełnosprawnych w Sejmie[41].

## Czerwiec
- 1 czerwca:
  - hiszpański Kongres Deputowanych przegłosował wotum nieufności wobec premiera Mariano Rajoya. Urząd premiera objął Pedro Sánchez[42].
  - prezydent Włoch Sergio Mattarella zaprzysiągł rząd Giuseppe Conte[43].
- 3 czerwca – w Słowenii odbyły się wybory parlamentarne. Najwięcej głosów (25%) zdobyła Słoweńska Partia Demokratyczna[44] pod przywództwem prezesa Janeza Janšy.
- 12 czerwca – w Singapurze odbyło się spotkanie prezydenta Stanów Zjednoczonych Donalda Trumpa i przywódcy Korei Północnej Kim Dzong Una[45].
- 18 czerwca – minister rolnictwa i rozwoju wsi w rządzie Mateusza Morawieckiego Krzysztof Jurgiel podał się do dymisji[46].
- 20 czerwca:
  - Komisja Prawna Parlamentu Europejskiego głosowała nad przyjęciem Artykułu 11 i 13 Dyrektywy w sprawie praw autorskich na jednolitym rynku cyfrowym[47][48].
  - Jan Krzysztof Ardanowski został powołany przez prezydenta Polski Andrzeja Dudę na nowego ministra rolnictwa i rozwoju wsi[49].
- 22 czerwca – zmarła Olga Krzyżanowska, posłanka i wicemarszałek Sejmu[50].
- 24 czerwca – w Turcji odbyły się wybory prezydenckie i parlamentarne. Prezydent Recep Tayyip Erdoğan uzyskał reelekcję (zdobywając 52,6%) głosów, a wybory parlamentarne wygrała koalicja Sojusz Ludu (składająca się z Partii Sprawiedliwości i Rozwoju i Partii Narodowego Działania) która uzyskała 53,6% głosów[51][52]. Liderem koalicji był tenże Erdogan.

## Lipiec
- 2 lipca – wybory prezydenckie w Meksyku wygrał Andrés Manuel López Obrador[53].
- 4 lipca – w Polsce weszły w życie przepisy nowej ustawy o Sądzie Najwyższym. Według zmian w prawie wszyscy sędziowie po osiągnięciu wieku emerytalnego mają zostać przeniesieni w stan spoczynku z wyjątkiem tych, których wskazałby prezydent[54].
- 9 lipca – Etiopia i Erytrea ogłosiły zakończenie dwudziestoletniej wojny[55].
- 16 lipca – w Helsinkach odbyło się spotkanie prezydenta Rosji Władimira Putina i prezydenta Stanów Zjednoczonych Donalda Trumpa[56].
- 17 lipca – Unia Europejska i Japonia podpisały umowę o partnerstwie gospodarczym, która znosi cła pomiędzy stronami umowy[57].
- 19 lipca – Kneset przegłosował prawo, zgodnie z którym Izrael stał się „państwem narodu żydowskiego”, a „zjednoczona Jerozolima jest stolicą państwa”. Za ustawę zagłosowało 62 parlamentarzystów, a 55 było sprzeciw[58].

## Sierpień
- 7 sierpnia – Stany Zjednoczone nałożyły sankcję ekonomiczne na Iran[59].
- 24 sierpnia – premier Australii Malcolm Turnbull podał się do dymisji. Urząd premiera objął Scott Morrison[60].
- 25 sierpnia – zmarł John McCain, amerykański wojskowy i polityk, kandydat Partii Republikańskiej w wyborach prezydenckich w 2008 roku[61].

## Wrzesień
- 6 września – indyjski Sąd Najwyższy zdekryminalizował homoseksualizm[62].

## Październik
- 1 października – w Polsce weszły w życie przepisy ustawy z dnia 20 lipca 2018 roku – Prawo o szkolnictwie wyższym i nauce[63].
- 2 października – saudyjski dziennikarz i komentator polityczny Dżamal Chaszukdżi został zamordowany[64].
- 21 października – w Polsce odbyła się pierwsza tura wyborów samorządowych[65].
- 25 października – Ołeh Sencow otrzymał Nagrodę Sacharowa[66].
- 28 października – drugą turę wyborów prezydenckich w Brazylii wygrał Jair Bolsonaro[67].

## Listopad
- 4 listopada – w Polsce odbyła się druga tura wyborów samorządowych[68].
- 17 listopada – we Francji wybuchły pierwsze protesty przeciwko podwyżkom cen benzyny. Początek ruchu żółtych kamizelek[69].
- 30 listopada – zmarł George H.W. Bush, 41. prezydent Stanów Zjednoczonych w latach 1989–1993[70].

## Grudzień
- 1 grudnia – prezydentem Meksyku został Andrés Manuel López Obrador[71].
- 3–15 grudnia – w Katowicach odbyła się Konferencja Narodów Zjednoczonych w sprawie zmian klimatu[72].
- 7 grudnia – Annegret Kramp-Karrenbauer została nową przewodniczącą Unii Chrześcijańsko-Demokratycznej (CDU)[73].
- 8 grudnia – w protestach „żółtych kamizelek” 135 odniosło obrażenia po starciach z policją[74].
- 12 grudnia – premier Wielkiej Brytanii Theresa May w wewnątrzpartyjnym głosowaniu obroniła się przed wnioskiem o wotum nieufności dla niej[75].
- 15 grudnia – na Ukrainie wybrano zwierzchnika autokefalicznego Kościoła prawosławnego. Nowym zwierzchnikiem został Epifaniusz[76].
- 16 grudnia – prezydentem Gruzji została Salome Zurabiszwili[77].
- 18 grudnia – premier Belgii Charles Michel podał się do dymisji[78].
- 19 grudnia – prezydent Stanów Zjednoczonych Donald Trump ogłosił wycofanie wojsk amerykańskich z Syrii[79].
- 20 grudnia – sekretarz obrony Stanów Zjednoczonych generał James Mattis zrezygnował ze stanowiska, tłumacząc swoją decyzję rozbieżnością poglądów z prezydentem Donaldem Trumpem[80].
- 30 grudnia – w Demokratycznej Republice Konga odbyły się wybory prezydenckie[81], które wygrał Félix Tshisekedi, syn Étienne’a, premiera tego kraju w latach 1991, 1992–1993 i 1997.